# Подолски мост
Подолски мост (чеш. Podolský most) премошћава реку Влтаву у близини градова Писек и Табор у Чешкој Републици. Мост је саграђен 1937. године. Његов пројекат је био приказан на изложби у Паризу исте године и добио је оцену „Le beau pont de l´Europe“ (Лепи мост Европе). Пројекат овог моста уредили су В. Јанак, Ј. Бребера и И. Пахолик у сарадњи са Ј. Блажком.
Мост је дуг 510 м и има неколико лукова. Десна страна има 6 поља, а лева само две. Ширина моста је само 8,5 м (6,5 м пут, 1+1 м тротоар). Пут се налази 55-65 м над реком.